# Борцов, Николай Иванович
Никола́й Ива́нович Борцо́в (8 мая 1945, Лебедянь — 23 апреля 2023, Лебедянь) — российский предприниматель, государственный и политический деятель. Депутат Государственной думы IV, V VI, VII, VIII созывов, член фракции «Единая Россия», член комитета Госдумы по делам национальностей. Заслуженный работник пищевой индустрии Российской Федерации (1997).
В связи со вторжением России на Украину находился под международными санкциями Евросоюза, США, Великобритании и ряда других стран.

## Биография
В 1969 году получил средне-техническое образование по специальности «оборудование предприятий консервной промышленности» с присвоением квалификации «техник-технолог», окончил Мичуринский технологический техникум. В 1980 году заочно получил специальность «планирование промышленности», квалификация экономист, окончил Всероссийский заочный финансово-экономический институт.
Трудовую деятельность начал в 16 лет — грузчиком на макаронной фабрике, параллельно поступил в техникум по специальности «механик консервного производства». После службы в армии работал слесарем на винном заводе в Лебедяни, после окончания техникума работал мастером на инструментальном заводе. За 11 лет работы на заводе прошёл путь от мастера до начальника цеха.
В августе 1981 года был назначен директором консервного завода «Лебедянский». С 1992 года — генеральный директор ОАО «Лебедянский».
В 2003 году избран депутатом Государственной Думы IV созыва Федерального Собрания РФ по Елецкому одномандатному округу. В 2007 году избран депутатом Государственной Думы V созыва по списку Липецкой региональной группы «Единой России». 4 декабря 2011 года избран депутатом Государственной Думы VI созыва по списку Липецкой региональной группы «Единой России». 18 сентября 2016 года избран депутатом Государственной Думы VII созыва. Член фракции «Единая Россия».
Скоропостижно скончался 23 апреля 2023 года на 78-м году жизни. Церемония прощания прошла 25 апреля в районном Дворце культуры Лебедяни. Отпевание состоялось в тот же день в Ново-Казанском соборе города. Похоронили политика и мецената на старом Преображенском кладбище.

## Законотворческая деятельность
С 2003 по 2019 год, в течение исполнения полномочий депутата Государственной Думы IV, V, VI и VII созывов, выступил соавтором 70 законодательных инициатив и поправок к проектам федеральных законов.

## Собственность и доходы
В 2008 году продал PepsiCo 75,53 % сокового бизнеса ОАО «Лебедянский».
Н. И. Борцов — бывший владелец и генеральный директор крупнейшего в России производителя соков ОАО «Лебедянский». По оценкам журнала «Финанс» состояние предпринимателя в 2010 году оценивалось в 18,1 млрд рублей (127 место в России).
За 2010 год Борцов получил доход в размере 1,324 млрд рублей. Ему принадлежали в банках: 2,6 млрд рублей в «Сбербанке» и 1,95 млрд руб. — в «Россельхозбанке». После продажи бизнеса в ОАО «Лебедянский» занялся сельскохозяйственным бизнесом.
По официальным данным Борцов получил в 2018 году доход в размере 988 498 353 рубля. Он владеет шестью земельными участками, тремя домами, квартирой, гаражом, восемью машиноместами, автомобилем «Мерседес S500 4Матик», трактором «Беларус-82.1» и автоприцепом.
В рейтинге доходов чиновников русского издания журнала Форбс за 2012 год Николай Борцов занял 5-е место. В рейтинге доходов депутатов Госдумы Борцов занимает третье место.
В 2016 году занял 144 место в рейтинге «Богатейшие бизнесмены России» журнала «Форбс», его состояние оценивалось в 550 миллионов долларов.
Занял 194 место в рейтинге журнала Forbes «200 богатейших бизнесменов России 2021» с тем же уровнем состояния.

## Санкции
23 февраля 2022 года, на фоне вторжения России на Украину, включён в санкционный список Евросоюза, так как «поддерживал и проводил действия и политику, которые подрывают территориальную целостность, суверенитет и независимость Украины, которые ещё больше дестабилизируют Украину».
24 февраля 2022 года включён в санкционный список Канады «близких соратников режима» за голосование о признании независимости «так называемых республик в Донецке и Луганске».
24 марта 2022 года внесён в блокирующий санкционный список США за «поддержку усилий Кремля по нарушению суверенитета и территориальной целостности Украины» и «соучастие в путинской войне».
Позднее, по аналогичным основаниям, включён в санкционные списки Великобритании, Швейцарии, Австралии, Японии, Украины и Новой Зеландии.

### Уголовное преследование
22 марта 2023 года украинский суд заочно приговорил Борцова к 15 годам лишения свободы с конфискацией имущества по статье о посягательстве на территориальную целостность и неприкосновенность Украины.

## Семья
Супруга — Нина Алексеевна. Дети — сын Юрий (1970—2010) и дочь Наталья.

## Награды и звания
- Орден Почёта (13 декабря 2003 года) — за достигнутые трудовые успехи и многолетнюю добросовестную работу[22].
- Орден Дружбы (2020 год) — за большой вклад в развитие парламентаризма, активную законотворческую деятельность и многолетнюю добросовестную работу[23]
- Орден Ленина.
- Орден «Знак Почёта».
- Заслуженный работник пищевой индустрии Российской Федерации (4 июля 1997 года) — за заслуги в области пищевой индустрии и многолетний добросовестный труд[24].
- Орден Преподобного Сергия Радонежского II степени[23].
- Орден Преподобного Сергия Радонежского III степени[23].
- Юбилейная медаль «В память 100-летия восстановления Патриаршества в Русской Православной Церкви» (11 января 2018 года, РПЦ)[25].
- Почётный знак Государственной Думы Федерального Собрания Российской Федерации «За заслуги в развитии парламентаризма»[23].
- Золотая медаль Министерства сельского хозяйства Российской Федерации «За вклад в развитие агропромышленного комплекса России»[23].
- Почётный гражданин Лебедянского района — за благотворительную деятельность и сохранение культурного наследия[23].
- Почётный гражданин Добровского района[23].
- Знак отличия «За заслуги перед городом Липецком»[23].
- Золотой Почётный знак «Общественное признание» (2014 год) — за большой вклад в развитие благотворительности и меценатства в России[23].
- Благодарность Правительства Российской Федерации (16 декабря 2019 года) — за большой вклад в развитие российского парламентаризма и активную законотворческую деятельность[26].